# Honaganahalli, Pandavapura
Honaganahalli là một làng thuộc tehsil Pandavapura, huyện Mandya, bang Karnataka, Ấn Độ.